# Randy Wood
Randy Wood (* 12. Oktober 1963 in Princeton, New Jersey) ist ein ehemaliger US-amerikanischer Eishockeyspieler, der im Verlauf seiner aktiven Karriere zwischen 1982 und 1997 unter anderem 792 Spiele für die New York Islanders, Buffalo Sabres, Toronto Maple Leafs und Dallas Stars in der National Hockey League auf der Position des linken Flügelstürmers bestritten hat. Sein Sohn Miles Wood ist ebenfalls professioneller Eishockeyspieler.

## Karriere
Randy Wood begann seine Karriere als Eishockeyspieler in der Mannschaft der Yale University, für die er von 1982 bis 1986 aktiv war. Anschließend erhielt er als Free Agent einen Vertrag bei den New York Islanders. Für diese spielte er in den folgenden fünf Jahren in der National Hockey League, wobei er in den ersten drei Spielzeiten im Franchise der Islanders parallel für deren Farmteam aus der American Hockey League, die Springfield Indians, auf dem Eis stand. Am 25. Oktober 1991 wurde der Flügelspieler zusammen mit Pat LaFontaine, Randy Hillier und einem Viertrundenwahlrecht für den NHL Entry Draft 1992 im Tausch gegen Pierre Turgeon, Uwe Krupp, Benoît Hogue und Dave McLlwain an die Buffalo Sabres abgegeben.
Nach dreieinhalb Jahren bei den Buffalo Sabres wurde Wood im Januar 1995 von den Toronto Maple Leafs verpflichtet. Für die Kanadier absolvierte der US-Amerikaner im folgenden Jahr insgesamt 101 Spiele, in denen er 22 Tore erzielte und 20 Vorlagen gab. Anschließend wurde er im Januar 1996 zu den Dallas Stars verpflichtet. Nach nur 30 Einsätzen für die Texaner unterschrieb er für die Saison 1996/97 bei seinem Ex-Club New York Islanders, bei denen er am Saisonende im Alter von 33 Jahren seine Karriere beendete.

### International
Für die USA nahm Wood am Canada Cup 1991 teil. Ebenso spielte er bei den Weltmeisterschaften 1986 und 1989.

## Erfolge und Auszeichnungen
- 1983 ECAC Second All-Star Team
- 1985 ECAC Second All-Star Team
- 1986 ECAC First All-Star Team
- 1986 NCAA East Second All-Star Team

### International
- 1991 Silbermedaille beim Canada Cup

## Karrierestatistik

### International
Vertrat die USA bei:
- Weltmeisterschaft 1986
- Weltmeisterschaft 1989
- Canada Cup 1991

(Legende zur Spielerstatistik: Sp oder GP = absolvierte Spiele; T oder G = erzielte Tore; V oder A = erzielte Assists; Pkt oder Pts = erzielte Scorerpunkte; SM oder PIM = erhaltene Strafminuten; +/− = Plus/Minus-Bilanz; PP = erzielte Überzahltore; SH = erzielte Unterzahltore; GW = erzielte Siegtore; 1 Play-downs/Relegation; Kursiv: Statistik nicht vollständig)